# 板枝千孔珊瑚
板枝千孔珊瑚（学名：Millepora tenera）为千孔珊瑚科千孔珊瑚屬下的一个种。